# Virolet
Virolet és una revista infantil amb periodicitat setmanal que va aparèixer el gener de 1922 com a suplement de la revista En Patufet. El redactor i l'administrador de la revista era Cardenal Casañas. Era editada per la mateixa empresa editora d'En Patufet, la llibreria de Josep Bagunyà. Pel que fa al format de la revista, el número tenia 8 pàgines amb una grandària de 300x210 mm. S'imprimia a la casa E. I J. Solà al carrer de València, 200 de Barcelona. Tanmateix, a partir de l'any 1924, es va començar a imprimir a una impremta de la llibreria Josep Bagunyà al carrer de Muntaner que tenia una rotativa que imprimia a 4 colors. La subscripció anual costava 5,50 pessetes i el número sol, 0,10 pessetes.

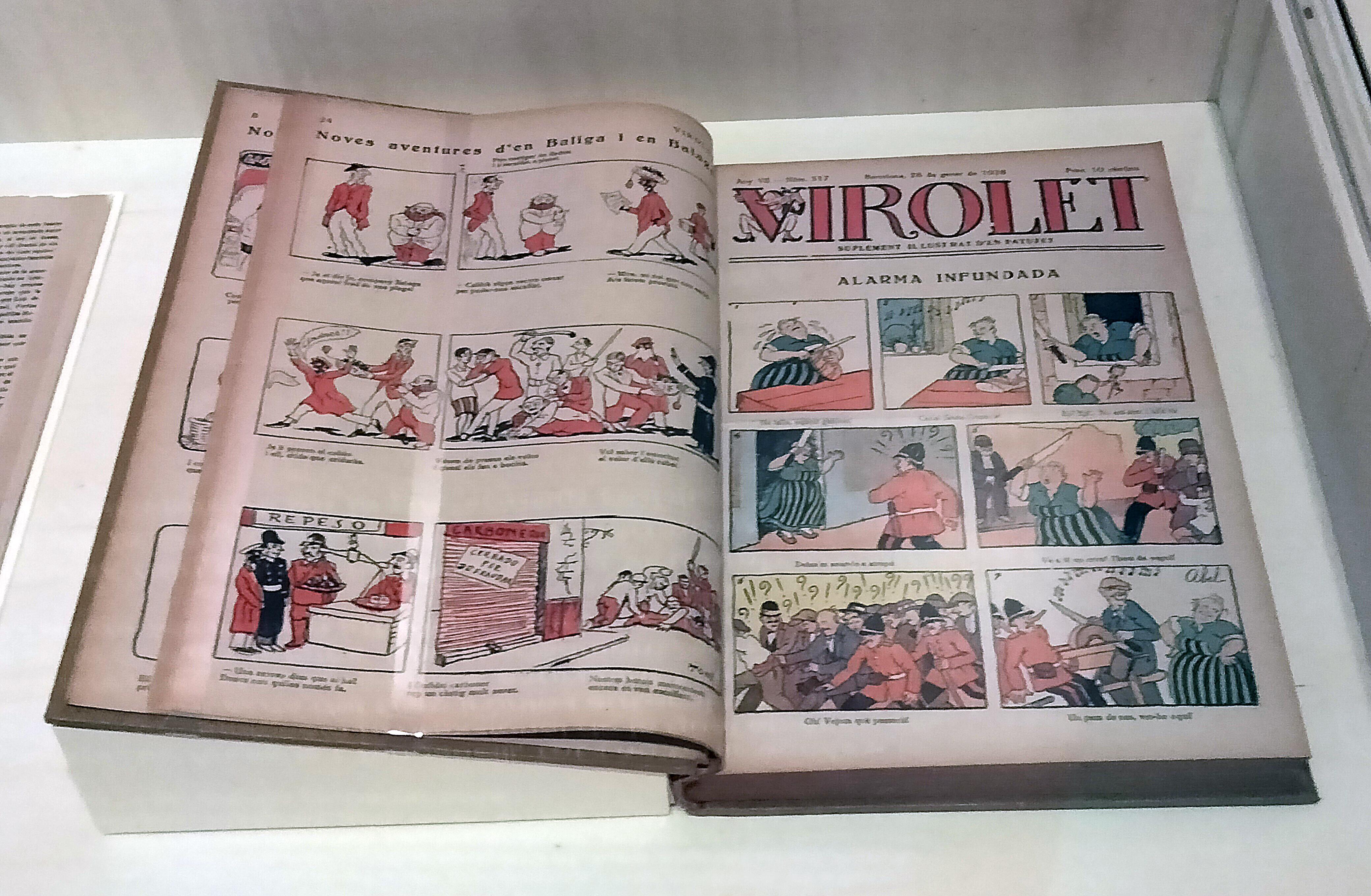
Exemplar obert del Virolet

Virolet va desaparèixer el 3 de gener de 1931, 9 anys més tard d'haver-se engegat, amb un total de 469 números publicats. La seva desaparició va coincidir amb el naixement d'una altra revista infantil de l'empresa d’En Patufet anomenada l’Esquitx.

## Temes i col·laboradors
La revista portava per subtítol: Noi bellugadís i alegre, que no s'està mai quiet. Virolet anava dedicada d'una manera molt específica als infants de pocs anys. Hi predominaven els ninots damunt dels textos, les historietes, els acudits i les auques. També hi havia grans obres de la literatura universal molt ben il·lustrades.
Entre els col·laboradors de la revista trobem a Josep Carner, Apel·les Mestres, Joaquim Ruyra i Oms, Martínez i Ferrando, Carles Soldevila, Clovis Eimeric i Josep Maria Folch i Torres, entre d'altres. També hi havia dibuixants com Junceda i Cornet, Lola Anglada, Josep Serra i Massana, etc. Virolet constitueix una de les temptatives més reeixides de revista infantil en català.